# Цярка
Цярка (пол. Ciarka) — село в Польщі, у гміні Лясовиці-Великі Ключборського повіту Опольського воєводства.
Населення — 236 осіб (2011).
У 1975-1998 роках село належало до Опольського воєводства.

## Демографія
Демографічна структура станом на 31 березня 2011 року:
|          | Загалом | Допрацездатний вік | Працездатний вік | Постпрацездатний вік |
| -------- | ------- | ------------------ | ---------------- | -------------------- |
| Чоловіки | 116     | 20                 | 86               | 10                   |
| Жінки    | 120     | 21                 | 72               | 27                   |
| Разом    | 236     | 41                 | 158              | 37                   |